# Ribas de Sil
Ribas de Sil település Spanyolországban, Lugo tartományban. Ribas de Sil A Pobra do Brollón, Quiroga, A Pobra de Trives, San Xoán de Río, Castro Caldelas és Monforte de Lemos községekkel határos. Lakosainak száma 904 fő (2024).

## Népesség
A település népessége az elmúlt években az alábbi módon változott:
| Lakosok száma | 1441 | 1335 | 1218 | 1144 | 1058 | 1011 | 980  | 947  | 937  | 904  |
|               | 2001 | 2004 | 2007 | 2009 | 2012 | 2014 | 2017 | 2019 | 2022 | 2024 |